# Ličko polje
Ličko polje este o arie protejată (sit de importanță comunitară — SCI) din Croația întinsă pe o suprafață de 53.512,95 ha, integral pe uscat.

## Localizare
Centrul sitului Ličko polje este situat la coordonatele 44°32′04″N 15°25′26″E / 44.534342°N 15.424008°E.

## Înființare
Situl Ličko polje a fost declarat sit de importanță comunitară în iulie 2013 pentru a proteja 2 specii de plante și 8 specii de animale.

## Biodiversitate
Situată în ecoregiunea alpină, aria protejată conține 7 habitate naturale: Cursuri de apă de la nivel de câmpie la nivel montan, cu vegetație Ranunculion fluitantis și Callitricho-Batrachion, Pajiști uscate europene, Peșteri inaccesibile publicului, Pajiști cu Molinia pe soluri calcaroase, turboase sau argilos-nămoloase (Molinion caeruleae), Fânețe de joasă altitudine (Alopecurus pratensis, Sanguisorba officinalis), Liziere de ierburi înalte hidrofile de câmpie și de nivel montan până la alpin, Formațiuni ierboase bogate în specii de Nardus, dezvoltate pe substraturi silicioase în zone montane (și în zone submontane, în Europa continentală).
La baza desemnării sitului se află mai multe specii protejate:
- plante (2): Klasea lycopifolia, Scilla litardierei
- amfibieni (1): Triturus carnifex
- mamifere (1): vidră de râu (Lutra lutra)
- nevertebrate (4): Austropotamobius pallipes, Congeria kusceri, fluturele auriu (Euphydryas aurinia), Leptodirus hochenwartii
- pești (2): zvârluga (Cobitis taenia), Phoxinellus spp.

Pe lângă speciile protejate, pe teritoriul sitului au mai fost identificate 3 specii de plante, 1 specie de nevertebrate.